# Großbettlingen
Großbettlingen – miejscowość i gmina w Niemczech, w kraju związkowym Badenia-Wirtembergia, w rejencji Stuttgart, w regionie Stuttgart, w powiecie Esslingen, wchodzi w skład wspólnoty administracyjnej Nürtingen. Leży w Jurze Szwabskiej, ok. 18 km na południe od Esslingen am Neckar, przy drodze krajowej B313.

## Demografia
- 1600: 250
- 1650: 40
- 1750: 250
- 1834: 560
- 1939: 600
- 1950: 781
- 1961: 1 413
- 2005: 4 103